# Ontario Place
Koordinaten: 43° 37′ 44″ N, 79° 24′ 54″ W
Der Ontario Place ist ein Freizeitpark im kanadischen Toronto. Der Park befindet sich auf drei künstlich errichteten Inseln im Ontariosee, etwa 4 km westlich der Downtown und südlich des Exhibition Place. Neben Wasserrutschen und Wildwasserbahnen bietet der Park ein in einer geodätischen Kuppel untergebrachtes 70-mm-IMAX-Kino (Cinesphere) für 800 Zuschauer. Auf dem Gelände wurde im Mai 1995 eine große Open-Air-Bühne (Molson Amphitheatre) eröffnet, auf der bereits viele internationale Künstler aufgetreten sind. Am Ontario Place befindet sich eine Marina für etwa 240 Boote.
Der Bau des Ontario Place geht auf die Provinz Ontario zurück, die in den 1960er Jahren die Waterfront Torontos aufwerten wollte und einen baulichen Gegenpol zu den Bauwerken der Expo 67 in Montreal schaffen wollte. Baubeginn war am 17. März 1969; die damaligen Kosten beliefen sich auf 29 Mio. Dollar. Architekten waren Eberhard Zeidler, Craig und Strong. Am 22. Mai 1971 war die offizielle Eröffnung mit einer ursprünglichen Fläche von 360.000 m². Durch Landgewinnung wurde später die Fläche auf rund 566.000 m² erweitert.

## Modernisierung
Am 1. Februar 2012 gab die Provinzregierung von Ontario, als Betreiber des Parks eine Modernisierung bzw. Umbau des Parks bekannt, da die Besucherzahlen rückläufig waren. Es ist geplant den gesamten Park in Teilabschnitten zu modernisieren und neue Attraktionen anzubieten.